# Aldeatejada
Aldeatejada – gmina w Hiszpanii, w prowincji Salamanka, w Kastylii i León, o powierzchni 31,51 km². W 2011 roku gmina liczyła 1499 mieszkańców.